# Лодрак-Карчу

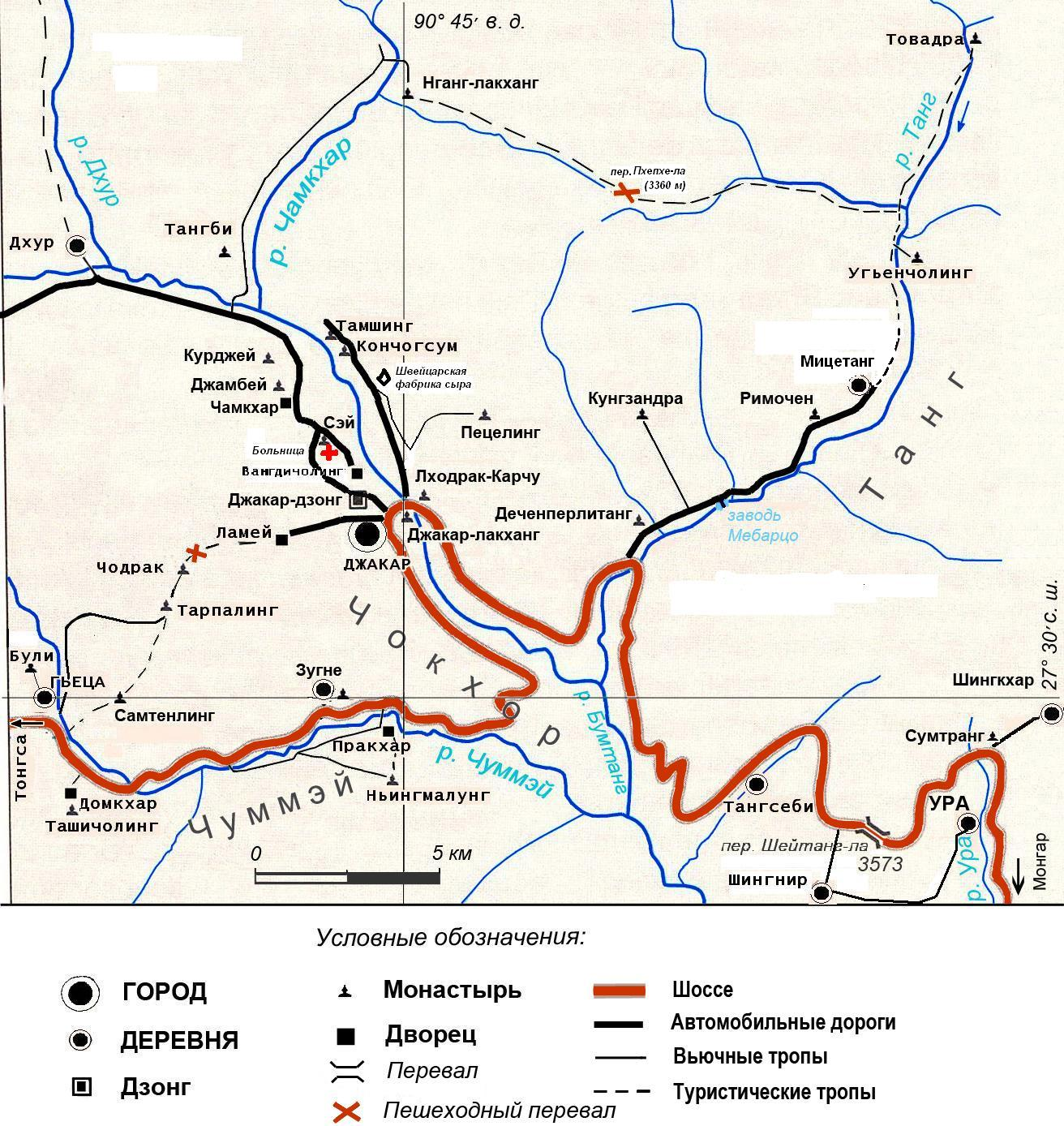
Карта центральной части Бумтанга

Лодрак-Карчу-гомпа (Lkodrakarchu) — буддийский монастырь и университет школы Ньингма, расположенный на другой стороне реки над городом Джакар в Бумтанге (Бутан).
Название монастыря возникло от пещеры в Тибете, где медитировал один из учеников Падмасамбхавы, от которого тянется линия передачи к Ньингпо Ринпоче.
Монастырь построен в 1990-е годы в традиционном архитектурном стиле дзонгов, строительство финансировали бутанские и зарубежные инвесторы. К 2006 году монастырь всё ещё не был полностью построен. Тем не менее, в монастыре обитают около 250 монахов, многие из которых — дети и юноши. Монастырь следует линии Гамкхе Ньингпо Ринпоче, последователю Падмасамбхавы.